# Mārcis Štrobinders
Mārcis Štrobinders (ur. 12 czerwca 1966 w Talsi) – łotewski lekkoatleta, w pierwszych latach kariery reprezentujący Związek Socjalistycznych Republik Radzieckich, który specjalizował się w rzucie oszczepem. 

## Życiorys
Uczestniczył w mistrzostwach Europy juniorów (1985). Odpadł w eliminacjach podczas igrzysk olimpijskich w Barcelonie w 1992 roku. W 1994 zdobył srebrny medal igrzysk dobrej woli oraz nie zaliczył ważnej próby w eliminacjach mistrzostw Europy. 
Medalista mistrzostw Łotwy oraz reprezentant kraju w pucharze Europy. 
Jego syn Rolands Štrobinders także uprawia rzut oszczepem.
Rekord życiowy: 81,78 (21 lipca 1993, Ryga). 

## Osiągnięcia
| Rok  | Impreza                     | Miejsce          | Pozycja           | Wynik |
| ---- | --------------------------- | ---------------- | ----------------- | ----- |
| 1985 | Mistrzostwa Europy juniorów | Chociebuż        | 12. miejsce       | 67,52 |
| 1992 | Igrzyska olimpijskie        | Barcelona        | el. – 19. miejsce | 76,32 |
| 1994 | Igrzyska Dobrej Woli        | Sankt Petersburg | 2. miejsce        | 80,92 |
| 1994 | Mistrzostwa Europy          | Helsinki         | NM                | NM    |
| 1999 | II liga pucharu Europy      | Pula             | 1. miejsce        | 74,91 |